# 鄭仁治
鄭仁治（1929年—2014年5月11日），原名鄭清輝，曾化名陳仁治，故通稱鄭仁治，綽號圓仔花，敬稱圓大仔、圓董，生於中華民國福建安溪，臺灣幫派大老，天道盟第二任盟主、精神領袖。在許海清（蚊哥）死後，有黑道仲裁者之稱。

## 生平
本名鄭清輝，福建安溪人，1949年第二次國共內戰末期被國民黨拉伕到達臺灣，趁機逃兵，為避免被通緝，冒用撿來的「陳仁治」身份證，換上自己的照片，以申報戶籍、並申請新的身份證，從此冒名為「陳仁治」。陳仁治在臺北西門町、艋舺龍山寺一帶，參加廈門移民組成的廈門幫，從事黑道活動，逐漸成為本地角頭老大。在此時認識艋舺角頭許海清（綽號艋舺阿哥、蚊哥）。
1958年，為爭奪江山樓地盤，犯下殺人案，被捕入獄，判刑十年。出獄後，成為廈門幫老大。
1970年，因「一清專案」，陳仁治被送到綠島監獄管訓。
1973年，朋友因還願開設神壇，奉祀三山國王與瑤池金母，後無力經營，委由陳仁治接手，在臺北市中山區民族東路建立了「瑤山宮」，往後該宮廟也成為天道盟的「議會」地點，往往在此決定幫中大事，被稱為「天道盟總壇」。
1979年，陳仁治以赴日本旅行的名義，經日本轉往中國，回到故鄉安溪探親。
1986年，天道盟創建，陳仁治率廈門幫加入。
1995年12月，天道盟盟主羅福助當選立法委員，將天道盟盟主之位交給陳仁治。陳仁治於1996年至2008年間，擔任天道盟盟主。
2005年，蚊哥許海清過世，陳仁治任治喪委員會主委，並與四海幫、竹聯幫協議，推動蚊哥出殯的5月29日為「黑道平安日」，避免黑道鬥毆事件，以紀念蚊哥。在蚊哥過世後，陳仁治被認為是黑道仲裁者。晚年將事業逐漸移往中國，在廈門開設酒店。
2006年，因希望認祖歸宗，向檢警自首，承認五十餘年前偽造文書，冒用其他人本名。因超過法律追訴期，檢方不起訴後，回復原姓名「鄭清輝」。但因長期使用「仁治」之名，在回復原名後，依然自稱為「鄭仁治」，外界亦通稱為「鄭仁治」。
2007年，80歲生日時，在故鄉安溪宣布金盆洗手，退出江湖。但仍然因各種案件，多次被警方以「教唆犯罪」移送法辦。
2012年，出面成立中華明星公益體育協會，首任理事長為許天廷。
2014年5月11日，因肺腺癌引發心臟衰竭，在內湖三軍總醫院病逝，享壽85歲，他的靈堂也上書「鄭公仁治老先生」，有占地1000坪的會場，高達4層樓的黑白布幕、入口加裝有藍色門柱、五公尺長的鮮花布置。 。因治喪費喬不攏，拖延三個月才辦告別式，並將地點從台北市中山區換到新北市三重區。全國各幫派2萬幫眾、數百輛名車及陣頭列隊送行。公祭過後旋即移往新店的墓園安葬。

## 家庭
鄭仁治有三段婚姻，生下六男兩女。